# Дэвис, Милдред
Милдред Хиллари Дэвис (англ. Mildred Hillary Davis; 22 февраля 1901 — 18 августа 1969) — американская актриса эпохи немого кино.

## Биография
Милдред Дэвис родилась и выросла в Филадельфии, образование получила в «Религиозном обществе Друзей». Брат Милдред, Джек Дэвис (5 апреля 1914 — 3 ноября 1992) снимался в кино в детстве, позже стал врачом в Беверли-Хиллз. После окончания школы она отправилась в Лос-Анджелес в надежде получить роль в кино. После появления в нескольких небольших ролях, Дэвис привлекла внимание продюсера и режиссёра Хэла Роача, который указал ей комика Гарольда Ллойда. В 1919 году Ллойд искал замену Биби Даниелс на главную ведущую роль в фильм «Вознаграждённая добродетель». Первой реакцией Ллойда, когда он увидел Дэвис, было: «Она выглядит как большая французская кукла!». Они снялись вместе в шестнадцати фильмах.

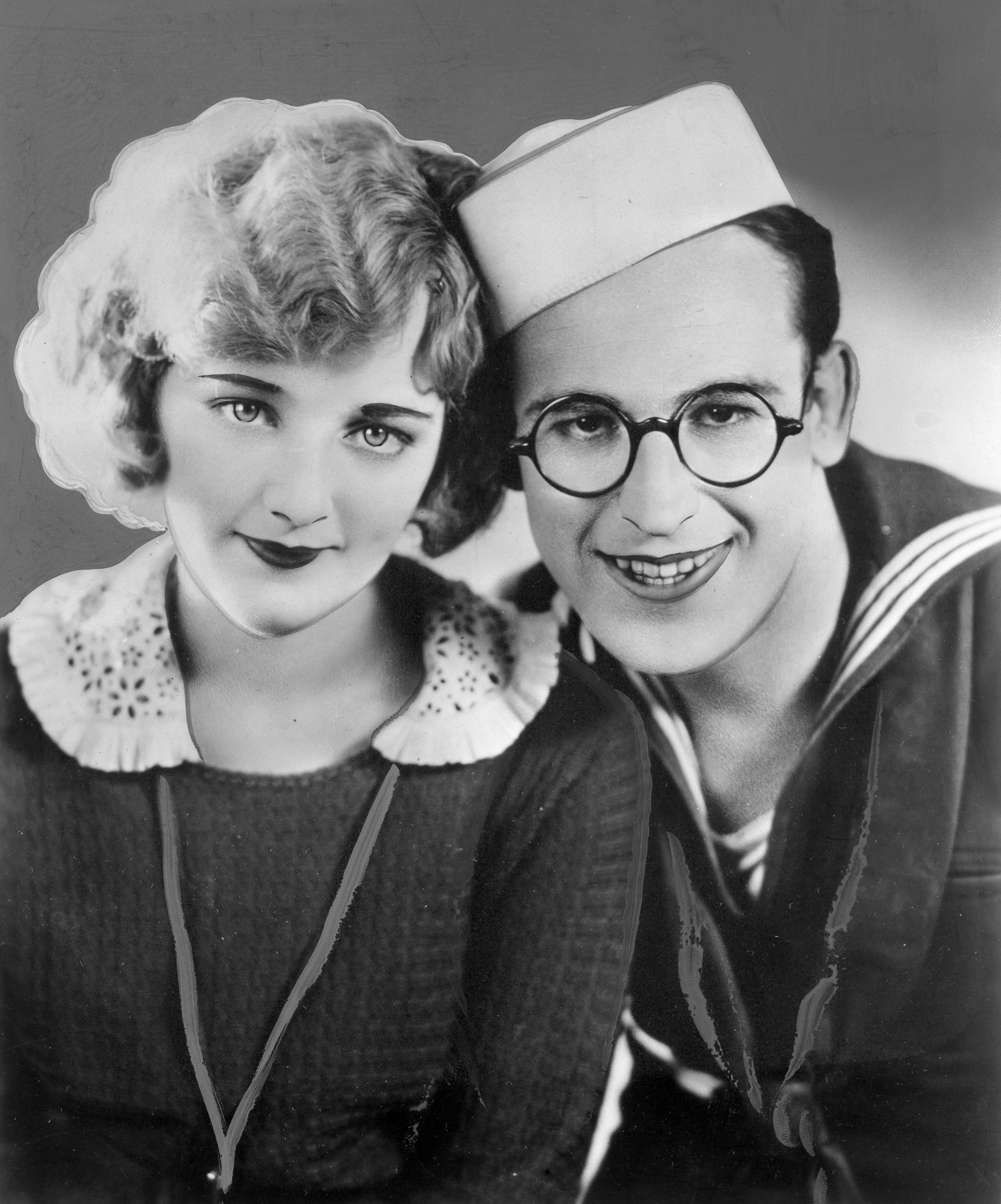
Рекламные фото для фильма 1921 год Гарольд Ллойд и Милдред Дэвис

10 февраля 1923 года Милдред Дэвис и Гарольд Ллойд поженились. После свадьбы Гарольд заявил, что Дэвис больше не будет сниматься. Но после уговоров со стороны Дэвис, она вернулась в кинематограф, чтобы сняться в фильме, продюсером которого был её муж.
У Милдред Дэвис и Гарольда Ллойда было трое детей: актриса и модель Милдред Глория Ллойд (22 мая 1924 — 10 февраля 2012), американский певец и актёр Гарольд Клейтон Ллойд-младший — (25 января 1931 — 9 июня 1971) и Марджори Элизабет Ллойд (род. 1924), удочеренная Милдред и Гарольдом в возрасте 5 лет. Супруги были очень близки на протяжении всей совместной жизни. Милдред также поддерживала крепкую дружбу с Мэрион Дэвис и Коллин Мур.
Милдред Дэвис умерла 18 августа 1969 года от инфаркта миокарда после нескольких инсультов.

## Избранная фильмография
| Год  |     | Русское название             | Оригинальное название | Роль              |
| ---- | --- | ---------------------------- | --------------------- | ----------------- |
| 1919 | кор | Вознаграждённая добродетель  | From Hand to Mouth    | девушка           |
| 1920 | кор | Королевская хитрость         | His Royal Slyness     | принцесса Флорель |
| 1920 | кор | Испуганные призраки          | Haunted Spooks        | девушка           |
| 1920 | кор | На диком западе              | An Eastern Westerner  | девушка           |
| 1920 | кор | На головокружительной высоте | High and Dizzy        | девушка           |
| 1920 | кор | Убирайся или прячься         | Get Out and Get Under | девушка           |
| 1920 | кор | Ваш номер?                   | Number, Please?       | девушка           |
| 1921 | кор | Сейчас или никогда           | Now or Never          | девушка           |
| 1921 | кор | Высший свет                  | Among Those Present   | девушка           |
| 1921 | кор | Я согласен                   | I Do                  | девушка           |
| 1921 | кор | Никогда не сдавайся          | Never Weaken          | девушка           |
| 1921 | ф   | Прирождённый моряк           | A Sailor-Made Man     | девушка           |
| 1922 | ф   | Бабушкин сынок               | Grandma’s Boy         | девушка           |
| 1922 | ф   | Доктор Джек                  | Dr. Jack              | девушка           |
| 1923 | ф   | Безопасность прениже всего!  | Safety Last!          | Милдред           |